# Javid Samadov

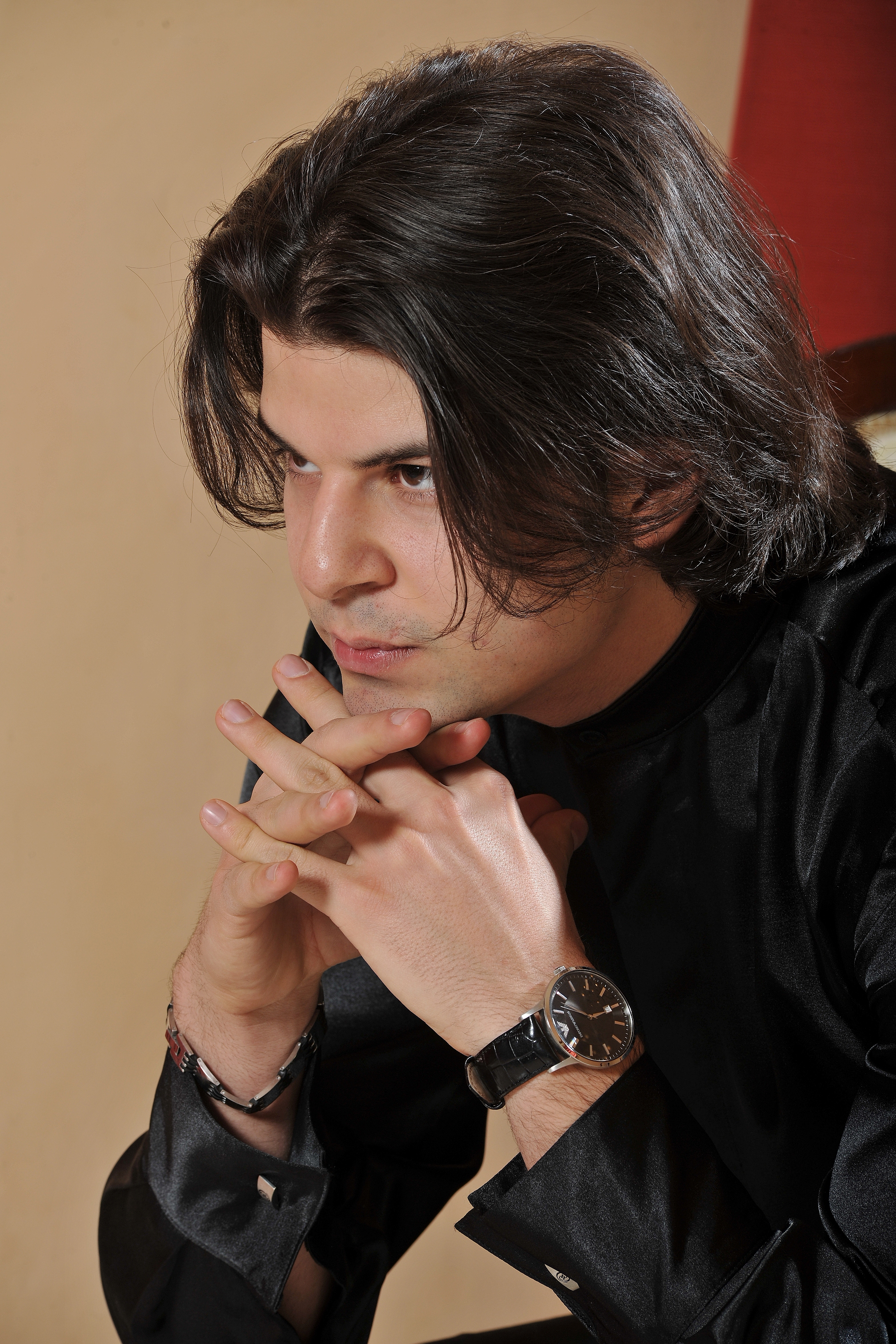
Javid Samadov (2009)

Javid Samadov (* 14. Mai 1987 in Baku) ist ein aserbaidschanischer Bariton.

## Leben
Geboren in Baku, Aserbaidschan, studierte Javid Samadov Gesang zunächst in seiner Heimatstadt an der Hochschule für Musik und setzte seine Ausbildung an der Opernakademie in Osimo, Italien, und an der Internationalen Renata Tebaldi-Mario del Monaco-Akademie in Pesaro fort. Weiterhin nahm er Meisterkurse, u. a. bei William Matteuzzi, Harriet Lawson, Raina Kabaivanska, Carlo Morganti und Thomas Hampson.
Seine Bühnenlaufbahn begann 2007 am Staatlich-akademischen Opern- und Balletttheater Aserbaidschan, wo er den Escamillo in „Carmen“ gab. Sein Europa-Debüt gab er 2009 als Belcore in Donizettis „Der Liebestrank“ am Teatro Romano in Gubbio, Italien.
In den letzten beiden Jahren hatte Javid Samadov zahlreiche Auftritte, darunter mit dem Londoner Royal Philharmonic Orchestra beim Internationalen Musikfestival in Qəbələ, Aserbaidschan; in Ravenna (Italien) sang er im Weihnachtsoratorium von Saint-Saëns, und er nahm teil an der Internationalen Opernwerkstatt in Sigriswil, Thun und Bern (Schweiz).
Zu seinem Repertoire gehören Bariton-Partien wie Papageno aus der Zauberflöte, Malatesta aus Don Pasquale und Leporello aus Don Giovanni. Er tritt in Aserbaidschan, Kasachstan, Russland, Israel und Europa auf.
Außerdem konnte Opernstudiomitglied Javid Samadov als bester Nachwuchskünstler überzeugen (Opernwelt, 2012–2013).
Seit der Spielzeit 2012/14 ist er Mitglied des Internationalen Opernstudios Nürnberg und sang unter anderem Masetto in Don Giovanni, den Förster in Rusalka, Roucher in Andrea Chénier, Morales in Carmen, Donner in Das  Rheingold, Graf Almaviva in Le  nozze di Figaro für Kinder, Graf Dominik in Arabella und Baron Douphol in La traviata.
2020 war er mit seinem Bruder Orkhan Samadov Mitgründer der Filmproduktion Samadov Films.
Samadov ist verheiratet und hat einen Sohn.

## Partien
- J. Bizet: Carmen – Escamilio
- J. Bizet: Carmen – Morales
- G. Donizetti: Der Liebestrank – Belcore
- G. Donizetti: Don Pasquale – Malatesta
- W. A. Mozart: Don Giovanni – Leporello
- W. A. Mozart: Don Giovanni – Mazetto
- U. Giordano: Andrea Chénier – Roucher
- A. Dvořák: Rusalka – Der Förster
- R. Wagner: Das Rheingold – Donner
- G.Verdi: La traviata – Barone Douphol
- G. Puccini: La Bohème – Marcello